# Порубка (район Бардеёв)
Порубка (словац. Porúbka) — село и одноимённая община в районе Бардеёв Прешовского края Словакии. В письменных источниках начинает упоминаться с 1427 года.

## География
Село расположено в центральной части края, на правом берегу реки Топли, при автодороге 3510. Абсолютная высота — 203 метра над уровнем моря. Площадь муниципалитета составляет 2,96 км².

## Население
| Год:                | 1994 | 2004    | 2014    | 2024    |
| ------------------- | ---- | ------- | ------- | ------- |
| Количество человек: | 244  | 238     | 218     | 213     |
| Разница:            |      | −2,45 % | −8,40 % | −2,29 % |

По данным последней официальной переписи 2011 года, численность населения Порубки составляла 229 человек.